# Nicole Wenzeler
Nicole Wenzeler (* 11. April 1976) ist eine ehemalige deutsche Fußballspielerin.

## Karriere
Die Abwehrspielerin Wenzeler gehörte in der Saison 1991/92 Grün-Weiß Brauweiler in der Gruppe Nord der seinerzeit zweigleisigen Bundesliga an. Sie wurde in drei Punktspielen eingesetzt, beginnend am 20. Oktober 1991 (7. Spieltag) beim 3:0-Sieg im Auswärtsspiel gegen den TSV Fortuna Sachsenross aus Hannover; sie erzielte in dieser Begegnung ihr erstes Bundesligator. Am 29. März 1992 (15. Spieltag) verlor sie mit ihrer Mannschaft mit 0:2 beim VfB Rheine und am 7. Juni 1992 (22. Spieltag) gewann sie beim Schmalfelder SV mit 1:0. Als Zweitplatzierte war ihre Mannschaft berechtigt, an der Endrunde um die Deutsche Meisterschaft teilzunehmen. Das am 28. Juni 1992 im Siegener Leimbachstadion erreichte Finale um die Deutsche Meisterschaft wurde jedoch mit 0:2 gegen den TSV Siegen verloren; sie wurde in der 69. Minute für Maria Wolff eingewechselt.

## Erfolge
- Meisterschaftsfinalist 1992